# 1184年
| 千纪： | 2千纪 |
| 世纪： | 11世纪 \| 12世纪 \| 13世纪 |
| 年代： | 1150年代 \| 1160年代 \| 1170年代 \| 1180年代 \| 1190年代 \| 1200年代 \| 1210年代                                                         |
| 年份： | 1179年 \| 1180年 \| 1181年 \| 1182年 \| 1183年 \| 1184年 \| 1185年 \| 1186年 \| 1187年 \| 1188年 \| 1189年                               |
| 纪年： | 甲辰年（龙年）；西夏祐十五年；大理嘉会四年；金大定二十四年；西辽天喜七年；南宋淳熙十一年；越南貞符九年；日本治承八年，元曆元年，壽永三年 |

## 大事记
- 1月3日——法住寺合戰，木曾義仲發動軍事政變，襲撃法住寺殿，幽閉後白河法皇和後鳥羽天皇。
- 1月20日——宇治川之戰，源範賴、源義經擊敗源義仲。
- 3月20日——一之谷之戰，平家遭受重大打擊。
- 羅馬教皇盧西烏斯三世於維羅納公會議（Council of Verona）發布《反對異端》通諭，命令各教區建立法庭。
- 基輔大公斯維雅托斯拉夫對波洛夫人進行了成功的征討
- 10月29日——神圣罗马帝国皇帝腓特烈一世18岁的在世长子海恩里希皇子在奥格斯堡与西西里王国继承人科斯坦察公主订婚。

## 出生
- 布列塔尼的埃莉诺，布列塔尼公爵若弗鲁瓦二世长女

## 逝世
- 3月4日——木曾義仲。
- 3月4日——今井兼平，義仲四天王之一。
- 3月15日——樋口兼光，義仲四天王之一。
- 3月20日——平通盛
- 3月20日——平忠度
- 3月20日——平經俊
- 3月20日——平清房
- 3月20日——平清貞
- 3月20日——平敦盛，平經盛的末子，又稱無官大夫。
- 3月20日——平知章
- 3月20日——平業盛
- 3月20日——平盛俊
- 3月20日——平經正
- 3月20日——平師盛
- 5月10日——平維盛，平清盛的嫡孫，平重盛的嫡男，又稱小松中將。
- 11月15日——貝亞特麗絲一世 (勃艮第)，勃艮第女伯爵，神圣罗马帝国皇后